# Lasse Ludwig
Lasse Ludwig (* 29. September 2002 in Achern) ist ein deutscher Handballspieler.

## Karriere

### Im Verein
Lasse Ludwig ist in Helmlingen aufgewachsen und kam von dort mit 15 Jahren nach Berlin. Im Dezember 2019 stand er erstmals im Kader der Bundesligamannschaft der Füchse Berlin. 2021 wurde er mit einem Zweitspielrecht für den Drittligisten VfL Potsdam ausgestattet. Mit Potsdam stieg er 2022 in die 2. Bundesliga auf. Mit den Füchsen gewann er die EHF European League 2022/23. Mit Potsdam stieg er 2024 als Zweitligameister in die 1. Bundesliga auf. Seit Sommer 2024 steht er fest im Kader der Füchse. In der Saison 2024/25 gewann er mit den Füchsen den ersten Meistertitel der Vereinsgeschichte.

### In Auswahlmannschaften
Mit der deutschen Jugendnationalmannschaft gewann er beim Europäischen Olympischen Sommer-Jugendfestival 2019 die Silbermedaille und bei der U-19-Europameisterschaft 2021 die Goldmedaille. Mit der Juniorennationalmannschaft belegte er den 7. Platz bei der U-20-Europameisterschaft 2022 und wurde er bei der U-21-Weltmeisterschaft 2023 in Deutschland und Griechenland Weltmeister.

## Privates
Seine Schwester Zoe Ludwig spielt ebenfalls Handball.